# Сепп ван ден Берг
Сепп ван ден Берг (нід. Sepp van den Berg; нар 20 грудня 2001, Зволле) — нідерландський футболіст, центральний захисник англійського клубу «Ліверпуль».

## Клубна кар'єра
Сепп розпочав свою футбольну кар'єру в академії місцевого аматорського клубу КСВ '28 зі свого рідного міста Зволле. В 2012 році став гравцем футбольної академії клубу «Зволле». 22 лютого 2018 року підписав перший професіональний контракт з клубом до 2020 року.
11 березня 2018 року дебютував в чемпіонаті Нідерландів, вийшовши на заміну в матчі проти «Гронінгена». В тій грі він став наймолодшим гравцем в історії Ередивізії, який отримав жовту картку, а також побив рекорд Кларенса Зеєдорфа. 18 березня 2018 року вперше вийшов у стартовому складі «Зволле» в матчі чемпіонату проти «Феєноорда». Загалом за півтора року провів у рідній команді 23 матчі у всіх турнірах.
27 червня 2019 року підписав контракт з англійським клубом «Ліверпуль», який заплатив за молодого гравця 1,3 мільйона фунтів стерлінгів, втім ціна може потенційно збільшитися до 4,4 мільйона фунтів, якщо буде активовано всі узгоджені умови. Дебютував за клуб 25 вересня 2019 року матчі за Кубка ліги проти клубу «Мілтон-Кінз Донз». Наступного місяця, під час матчу наступного раунду Кубка ліги проти столичного «Арсеналу» (5:5, 5:4 пен.), ван ден Берґ вперше вийшов в основі «червоних».
У грудні 2019 року потрапив у заявку «Ліверпуля» на Клубний чемпіонат світу 2019 року.
Взимку 2021 року був орендований клубом «Престон Норт-Енд».
30 серпня 2022 року на правах оренди перейшов до німецького «Шальке 04».

## Кар'єра в збірній
Ван ден Берґ виступає за збірну Нідерландів до 19 років.

## Титули і досягнення
- «Ліверпуль»

Чемпіон світу серед клубів (1): 2019
Володар Суперкубка Англії (1): 2022